# Invent a Chip
Invent a Chip (kurz IaC) ist ein bundesweiter Schülerwettbewerb, bei dem ein Mikrochip entworfen werden kann.
Invent a Chip findet seit 2002 jährlich statt und wird in Zusammenarbeit vom Verband der Elektrotechnik, Elektronik und Informationstechnik (VDE) und dem Bundesministerium für Bildung und Forschung (BMBF) veranstaltet. Die wissenschaftliche Betreuung macht das Institut für Mikroelektronische Systeme der Leibniz Uni Hannover.

## Ablauf
Invent a Chip ist in zwei Stufen gegliedert. In der ersten Stufe des IaC-Quiz müssen 20 Fragen zum Themengebiet Design der Mikrochips beantwortet werden. Es besteht die Möglichkeit, nur diese Fragen zu beantworten, wobei der Wettbewerb mit dem Erhalt eines Zertifikats mit der Angabe der Anzahl der richtigen Antworten endet. Die Schulen mit den meisten und besten Einreichungen erhalten zudem einen Schulpreis.
In der zweiten Stufe kann eine eigene Chipidee für die Praxisphase des Chipdesigns eingereicht werden, die auf wenigen Seiten dargestellt wird. Die zehn besten Chipideen werden von einer Fachjury ausgewählt und deren Einreicher werden zu einem Workshop (IaC-Camp) nach Hannover eingeladen. Dort werden alle Wettbewerbsdetails bekanntgeben und es folgt eine Einführung in die Beschreibung von FPGAs mit VHDL. Darauf folgt eine Ausarbeitungsphase von vier Monaten, in der die Teilnehmer ihre eigenen Chipideen umsetzen. Die Betreuung erfolgt dabei via Internet durch Experten der Gottfried Wilhelm Leibniz Universität Hannover. Die Sieger werden im Herbst auf renommierten Fachkongressen oder ähnlichen Veranstaltungen geehrt. Im Jahr 2020 ist die Preisverleihung erstmals rein virtuell.
Neu ist 2020 die IaC-Challenge, bei der die Jugendlichen online ihr Wissen zum Chipdesign unter Beweis stellen und im Zeitraum von 4 Monaten an kniffligen Fragen rund ums Chipdesign tüfteln. Dieser im Jahr der Coronavirus-Pandemie neu eingeführte Part wird in den folgenden Jahren ab 2021 als eigene Stufe des Wettbewerbs bestehen bleiben.

## Teilnehmer
Teilnehmen können Jugendliche der Jahrgangsstufen 8 bis 13 allgemeinbildender oder berufsbildender Schulen. Die Jugendlichen können entweder einzeln oder in Teams mit maximal vier Mitgliedern teilnehmen.

## Preise
Die Preise gliedern sich in zwei unterschiedliche Gruppen, je nachdem, ob nur der Fragebogen beantwortet oder auch eine Chipidee eingereicht wurde.

### Für Schulen
Seit der IaC 2021 erhalten die Schulen mit den besten Teilnehmerinnen und Teilnehmern (Durchschnittspunktzahl, gewertet bei Schulen ab 50 Einreichungen) gestaffelt die folgenden Preise. Bis dahin richtete sich die Preisvergabe nach absolut höchster Teilnehmerzahl, was jedoch kleinere Schulen benachteiligte.
1. Preis: 1.000 €
2. Preis: 500 €
3. Preis: 250 €

### Für Jugendliche
Für die besten teilnehmenden Teams mit einer Chipidee gibt es sowohl finanzielle als auch ideelle Preise.
1. Preis: 3.000 €
2. Preis: 2.000 €
3. Preis: 1.000 €

- Sonderpreis des BMBF in Höhe von 2.000 € für ein weiteres Team
- Vorschlag zum Auswahlverfahren für ein Stipendium der Studienstiftung des deutschen Volkes im Jahr des Studienbeginns (ähnlich dem Vorschlag des Direktors für ein besonders gutes Abitur)
- Mehrtägiges betreutes Praktikum bei der Robert Bosch GmbH
- Möglichkeit der Präsentation des Projektes auf Messen und Technikveranstaltungen (z. B. Hannover-Messe)